# Лузгарино
Лузга́рино — деревня в Шатурском муниципальном районе Московской области. Входит в состав Кривандинского сельского поселения. Население — 161 чел. (2010).

## Расположение

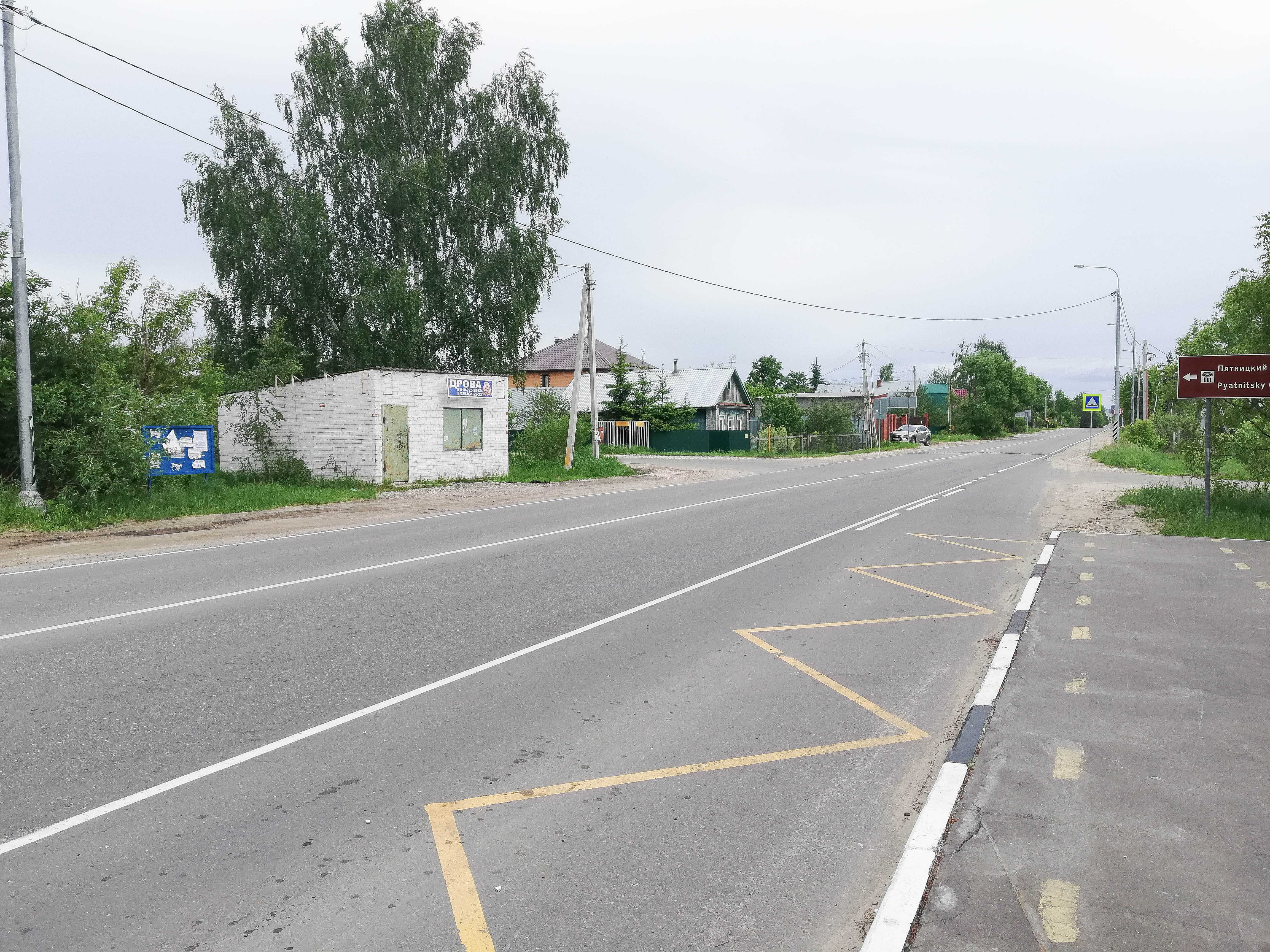
Въезд в Лузгарино

Деревня Лузгарино расположена в центральной части Шатурского района, расстояние до МКАД порядка 134 км. Высота над уровнем моря 144 м.

## Название
В письменных источниках деревня упоминается как Лузгарино или Лузгаринская.
Название связано с некалендарным личным именем Лузга.

## История
Впервые упоминается в писцовой Владимирской книге В. Кропоткина 1637—1648 гг. как деревня Лузгарино Туголесской волости Владимирского уезда. Деревня принадлежала Леонтию Ивановичу Извольскому.
Последними владельцами деревни перед отменой крепостного права были помещики Львов, Крюков, Редрикова и Кольдиярова.
После отмены крепостного права деревня вошла в состав Лузгаринской волости.
В советское время деревня входила в Лузгаринский сельсовет.

## Население
| 1859 | 1868 | 1885 | 1905 | 1926 | 1931  |
| ---- | ---- | ---- | ---- | ---- | ----- |
| 490  | ↗536 | ↘313 | ↗875 | ↘638 | ↗1018 |
| 1970 | 1993 | 2002 | 2006 | 2010 |       |
| ↘250 | ↘104 | ↗107 | ↘59  | ↗161 |       |